# Bielinek (rezerwat przyrody)
Bielinek – leśny rezerwat przyrody, położony w pobliżu miejscowości Bielinek w gminie Cedynia, na zboczach doliny Odry. Powierzchnia rezerwatu wynosi 76,21 ha (akt powołujący z 1957 roku podawał 75,55 ha). Obejmuje zespoły leśno-stepowe z jedynym w Polsce stanowiskiem dębu omszonego, a także wieloma chronionymi, rzadko spotykanymi gatunkami kserotermicznymi (zbiorowiska Potentillo-Stipetum capillate i Adonido-Brachypodietum oraz Quercetum pubescenti-petraeae) i leśnymi (m.in. zbiorowiska Galio odorati-Fagetum i Luzulo pilosae-Fagetum oraz ciepłolubne łęgi Violo odorate-Ulmetum). Znajduje się w granicach Cedyńskiego Parku Krajobrazowego.
Obszar rezerwatu został objęty tymczasową formą ochrony już 11 listopada 1927 roku, a tydzień później wydano zarządzenie, na mocy którego cały teren w dzisiejszych granicach stał się rezerwatem przyrody o nazwie Naturschutzgebiet Bellinchen a. d. Oder ('Bielinek nad Odrą') i pozostał nim do 1945 roku. Po II wojnie światowej obiekt ten został uznany przez polskie władze za rezerwat florystyczny na podstawie zarządzenia Ministra Leśnictwa i Przemysłu Drzewnego Nr 73 z 14 lutego 1957 r.